# Санденс Кид
Хари Алонзо Лонгабо (енгл. Harry Alonzo Longabaugh, 1867 — 7. новембар 1908 или 1937), познатији као Санденс Кид (енгл. Sundance Kid), био је одметник и члан банде Буча Касидија — „Дивља група“, на америчком Дивљем западу. Вјероватно је упознао Касидија након што је пуштен из затвора око 1896. Банда „Дивља група“ извела је најдужи низ успјешних пљачки возова и банака у америчкој историји. Санденс је побјегао из Сједињених Америчких Држава заједно са својом супругом — Етом Плајс и Бучом, како би избјегао упорну потјеру детективске агенције Пинкертон. Њих троје су побјегли у Аргентину, а затим и у Боливију, гдје већина историчара вјерује да су Буч и Санденс убијени у пуцњави у новембру 1908. године. тачне околности њихове судбине и даље су спорне.
Лонгабоов живот и смрт су опсј6ежно драматизовани на филму, телевизији и у књижевности, а он је и даље једна од најпознатијих икона мита о „Дивљем Западу“ у модерном времену. О њиховом животу снимљен је вестерн 1969. — Буч Касиди и Санденс Кид.

## Дјетињство
Лонгабо је рођен у Монт Клеру, Пенсилванија, 1867. године од родитеља Јосије и Ени Г. (рођене Плајс), који су били родом из Пенсилваније; био је најмлађи од петоро дјеце. Са 15 година путовао је на запад у покривеним вагонима са својим рођаком Џорџом како би помогао да се настани Џорџово имање у близини Кортеза у Колораду. Док је био тамо, нашао је посао као кавгаџија на сусједном ранчу и научио је да купује и узгаја коње. Напустио је Кортез 1886. и кренуо сам, лутајући на сјевер и радећи на ранчевима. Пронашао је посао на ранчу Н Бар Н на територији Монтане, али тешка зима 1886–1887 приморала је ранч да отпусти кавгаџије, укључујући Лонгабоа, који је после тога отишао у Блек Хилс прије него што се вратио да покуша поново да нађе посао на истом ранчу.